# St. Andreas (Wonfurt)

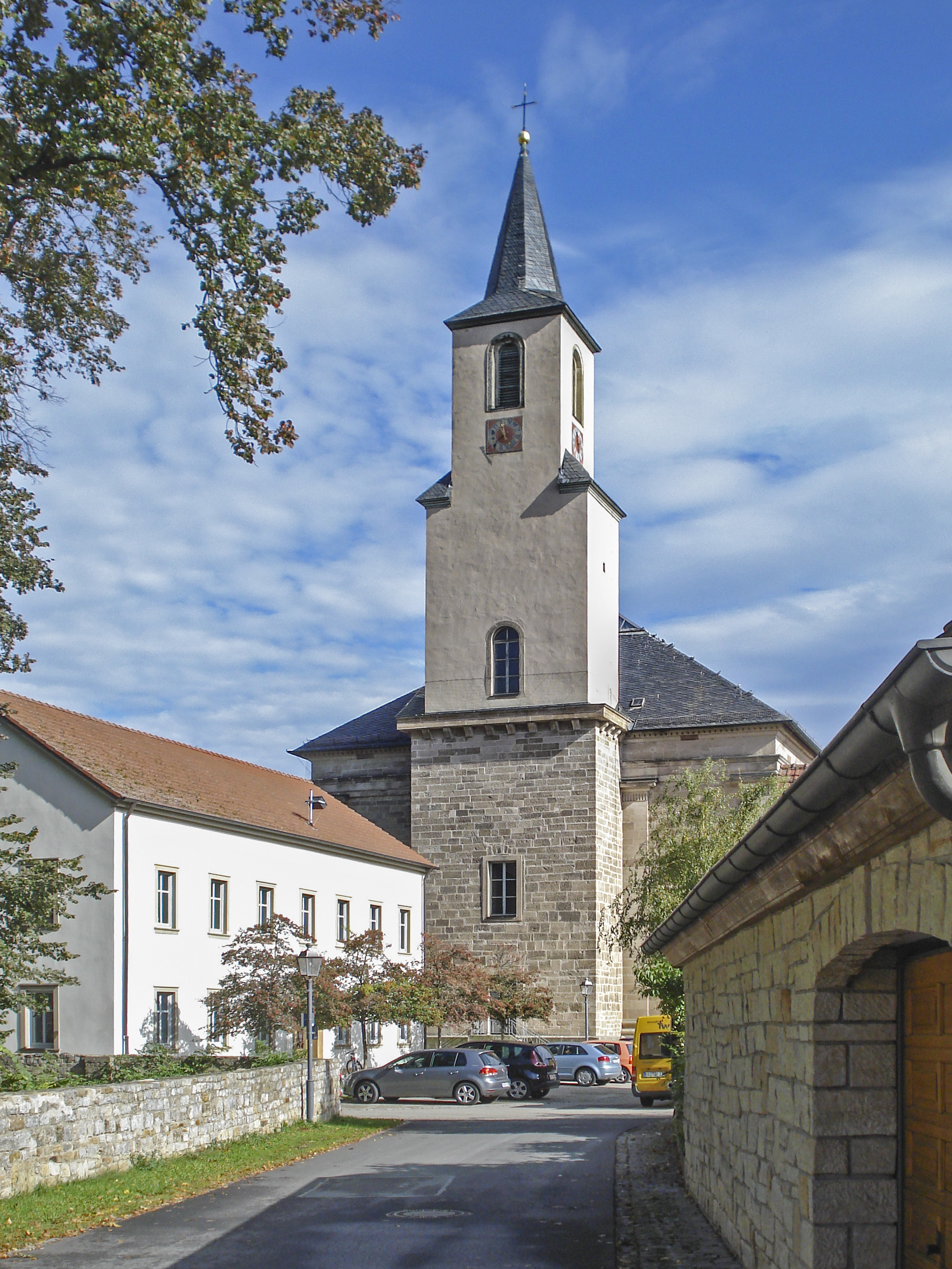
St. Andreas (Wonfurt)

Die römisch-katholische Filialkirche St. Andreas steht in Wonfurt, einer Gemeinde im unterfränkischen Landkreis Haßberge in Bayern. Das denkmalgeschützte Bauwerk entstand Anfang des 19. Jahrhunderts. Die Kirche gehört zur Pfarreiengemeinschaft Theres im Dekanat Haßberge des Bistums Würzburg.

## Beschreibung
Der klassizistische Zentralbau mit dem Außenraum auf quadratischem Grundriss, der mit Lisenen aus Quadermauerwerk gegliedert ist, und dem kreisförmigen Innenraum wurde 1818–20 nach einem Entwurf von Bernhard Morell erbaut. Der mehrgeschossige, querrechteckige Kirchturm ist an der Südwestseite vorgestellt. Das Portal befindet sich auf der Nordostseite. Das oberste Geschoss des Kirchturms beherbergt die Turmuhr und den Glockenstuhl. Darauf sitzt ein schiefergedeckter, achtseitiger Knickhelm. Das Kirchenschiff ist außen mit einem Pyramidendach mit einem Oberlicht an der Spitze bedeckt, im Innern wurde es nach dem Vorbild des Pantheon in Rom gestaltet. Die Orgel auf der Empore wurde 1912 von der Giengener Orgelmanufaktur Gebr. Link gebaut.